# Гил (остров)

Остров Гил (на английски: Gil Island) е 20-ият по големина остров край западните брегове на Канада в Тихия океан. Площта му е 236 км2, която му отрежда 101-во място сред островите на Канада. Административно принадлежи към канадската провинция Британска Колумбия. Необитаем.
Островът се намира край северното крайбрежие на Британска Колумбия, между големите острови Принсес Ройъл на югоизток, от който го отделя широкия 2,2 км проток Уейл и Пит на 2,9 км на северозапад. В протока между Гил и Пит се намира малкият остров Фин. На север на 4 км, през залива Райт се намира континенталната част на Канада, а на 4,5 км на североизток е остров Грибъл, от където дълбоко във вътрешността на континента се врязва фиорда Дъглас. На югозапад от остров Гил е остров Кампания, от който е отделен чрез протока Скуоли широк 4,9 км. На юг от остров Гил е малкия остров Ашдаун. Като цяло формата му наподобява триъгълник с дължина от север на юг 27,5 км, а ширината ву варира от 13 км на юг до 6 км на север.
Бреговата линия с дължина 92 км е слабо разчленена, без характерните за другите острови на Британска Колумбия, заливи, фиорди, полуострови, островчета и скали.
По-голямата част на острова е хълмиста с максимална височина около 300 м (връх Маунт Гил) в североизточната част. На острова има няколко малки езера.
Климатът е умерен, морски, влажен, предпоставка за пълноводни почти през цялата година къси реки. Голяма част от острова е покрита с гъсти иглолистни гори, които предоставят идеални условия за богат животински свят.
Островът е открит в края на юли 1792 г. испанския морски лейтенат Джасинто Кааманьо (1759-1825) и е кръстен от него в чест на испанския морски капитан Хуан Гил, командващ флагманския кораб на адмирал Медина Сидония в „Непобедимата армада“ през 1588 г.